# شاهدخت توموهیتو میکاسا
شاهدخت توموهیتو میکاسا (به ژاپنی: 寛仁親王妃信子) (متولد ۹ آوریل ۱۹۵۵) بیوهٔ اولین پسر شاهزاده میکاسا، شاهزاده توموهیتو میکاسا است.